# Владимир Војновић
Владимир Николајевич Војновић (рус. Влади́мир Никола́евич Войно́вич; Стаљинабад, 26. септембар 1932 − Москва, 27. јул 2018) био је руски књижевник и дисидент.

## Биографија
Владимир је рођен у Таџикистану 1932. године, од оца новинара. Када су оца 1938. године ухапсили, породица се преселила у Украјину. За време Другог светског рата док је отац био на фронту, породица се склањала; село у којем су живели он и мајка је евакуисано и пресељено на северни Кавказ. Стигли су на север Русије у околину Вологде, где су некад протеривани кажњеници за време царства.
Био је старог српског порекла из Славјаносербска у Украјини, али које није потенцирао.
Војновић се школовао нередовно; са 14. године је стекао диплому столара. Научио је више заната и практичних вештина; чак постао и авиомеханичар. Прво се посветио поезији и за њега се чуло 1961. године када је објавио прво прозно дело "Ми овде живимо".
Војновић је најпре због свог романа о војнику Чонкину, имао проблема са совјетском влашћу. Истовремено је са том трилогијом стекао светску славу. Згоде црвеноармејца Чонкина су последица његовог искуства током служења војног рока у совјетској војсци. Цитирао је Војновић руску изреку: "Ко је служио армију, тај се ни у циркусу не смеје". Трудио се само да напише оно што је доживео. Гротескни лик Чонкин је често поређен са војником Швејком. На њега је након првог дела те књиге, трпио је велике притиске од власти и КГБ. Искључен је прво 1974. године из Савеза писаца СССР. У времену постстаљинизма названог "отопљавање", Војновић је покушао да јавно брани двојицу колега, ухапшене писце. Као руски дисидент који је критиковао совјетску власт због диктатуре, Указом Врховног президијума СССР јуна 1981. године, одузето му је совјетско држављанство. Следећих 19 године провео је у егзилу, у Немачкој, у Штокдорфу код Минхена. У домовину се вратио 1990. године, у време председника Горбачова, након што му је враћено држављанство.
Инострани члан САНУ од 1991. у Одељењу језика и књижевности. Био је специјални гост 16. по реду Међународног сајма књига у Београду 2010. године.
Бавио се поезијом и прозом, а и сликањем. Током 1960-их, он је произвео текст за космонаутичку химну, "14 минут до старта".
Умро је у 86. години у Подмосковљу, од инфаркта.